# 博维纳
博维纳（英語：Bovina）是位于美国纽约州特拉华县的一个镇，地处特拉华县东部。2010年美国人口普查时，该镇有633人。1820年，博维纳镇正式建立。